# New Hope Club
New Hope Club foi uma banda pop britânica formada e contratada pela Steady Records, gravadora da banda britânica The Vamps em associação com a Virgin EMI e a Universal, em 2015.

## História

### 2015: Formação e turnês com The Vamps e The Tide
Os três integrantes se juntaram em 2015 com a ajuda de Joe O'Neill, da Prestige Management, que queria outra banda sendo contratada pela gravadora da banda de pop e pop rock The Vamps, Steady Records. George Smith conheçeu James McVey e Joe O'Neil em 2014, quando ainda era um cantor solo, e foi contratado pela Prestige Management. Conheceu Blake Richardson poucos meses depois pelo seu cover de "Somebody To You" da The Vamps e formaram uma dupla, se juntando a Reece Bibby pouco tempo depois com a separação da boyband Stereo Kicks. New Hope Club enviou o seu primeiro cover, da canção "Wake Up" da The Vamps, ao YouTube em 04 de outubro de 2015 e conseguiu uma legião de fãs nos meses seguintes. Somente em dezembro do mesmo ano, os próprios integrantes da The Vamps anunciaram que a banda havia sido contratada pela Steady Records, no início do vídeo do cover de "Rest Your Love", também deles.
No mesmo anúncio citado anteriormente, The Vamps também anunciou que a New Hope Club seria um dos atos de abertura da sua turnê Wake Up World Tour no Reino Unido e na Irlanda em março e abril de 2016.
New Hope Club também abriu os fanfests da banda de pop e pop rock americana The Tide, que havia sido contratada anteriormente pela Steady Records, entre maio e junho de 2016 e a turnê Click My Fingers Tour, também dela, em agosto e setembro do mesmo ano.
Em novembro, foi anunciado que New Hope Club também abriria a próxima turnê da The Vamps em 2017, a Middle Of The Night Tour.e

### 2017:Welcome To The Club
Em 28 de abril de 2017, New Hope Club anunciou que seu EP de estreia, Welcome To The Club, seria lançado em 5 de maio do mesmo ano. Um videoclipe para a canção "Fixed", primeiro single oficial da banda, foi lançado no mesmo dia do EP.

### 2018:Welcome To The Club Parte 2
O novo EP lançado em 30 de outubro de 2018 conta com dois dos singles já lançados anteriormente pelos meninos, Medicine e Crazy, e duas canções inéditas: "Karma" e "Let Me Down Slow".

### 2019:Permission
No dia 1 de fevereiro de 2019 foi lançado o novo single "Permission".

## Integrantes

### Blake Richardson
Blake Edward Richardson (Manchester, 02 de outubro de 1999) canta e toca guitarra na banda.

### Reece Bibby
Reece Jamie Bibby (Lancashire, 13 de agosto de 1998) canta e toca guitarra, baixo e bateria na banda. Fazia parte da boyband Stereo Kicks, criada no The X Factor UK, mas após a mesma se separar, se juntou a New Hope Club

### George Smith
George Stephen Gresley Smith (Londres, 09 de março de 1999) canta e toca guitarra na banda. George se juntou a Blake em 2014 depois de entrar em contato com Joe O'Neill, empresário da The Vamps e da New Hope Club e decidir montar uma banda que assinaria contrato com a Steady Records, gravadora criada pela banda The Vamps, em 2015 Reece conheceu George e Blake enquanto ambos procuravam um terceiro integrante para a banda, formando a New Hope Club.

## Discografia

### Singles
| Título                     | Ano  | Álbum                                         |
| -------------------------- | ---- | --------------------------------------------- |
| Perfume                    | 2017 | Welcome to the Club EP                        |
| Make Up                    | 2017 |                                               |
| Fixed                      | 2017 | Welcome to the Club EP                        |
| Water                      | 2017 | Welcome to the Club EP                        |
| Fixed (Brad Simpson Remix) | 2017 | Fixed (Brad Simpson Remix)                    |
| Whoever He Is              | 2017 | Whoever He Is                                 |
| Good Day                   | 2018 | Early Man: Original Motion Picture Soundtrack |
| Tiger Feet                 | 2018 | Early Man: Original Motion Picture Soundtrack |
| Start Over Again           | 2018 | Start Over Again                              |
| Karma                      |      | Welcome to the Club 2 EP                      |
| Let Me Down Slow           |      | Welcome to the Club 2 EP                      |
| Permission                 | 2019 | Permission                                    |
| Love Again                 | 2019 | Love Again                                    |
| Paycheck                   | 2019 | Paycheck                                      |

### Extended plays
| Título                | Informações |
| --------------------- | --- |
| Welcome to the Club   | - Lançamento: 5 de maio de 2017 - Gravadoras: Steady Records, Hollywood Records - Formato: Digital                                                                     |
| Welcome to the Club 2 | - Lançamento: 30 de outubro de 2018 - Gravadoras: Steady Records, Hollywood Records, Virgin EMI Records release; Universal Music Operations Limited - Formato: Digital |

## Videografia
| Título                       | Ano  | Diretor       |
| ---------------------------- | ---- | ------------- |
| "Perfume"                    | 2017 | Dean Sherwood |
| "Make Up"                    | 2017 | Dean Sherwood |
| "Fixed"                      | 2017 | Ed Rigg       |
| "Water"                      | 2017 | Dean Sherwood |
| "Fixed (Brad Simpson Remix)" | 2017 | Joshua Tanner |
| "Whoever He Is"              | 2017 | Dean Sherwood |
| "Good Day"                   | 2018 | Dean Sherwood |
| "Tiger Feet (lyric video)"   | 2018 | Chris Philips |
| "Tiger Feet"                 | 2018 | Dean Sherwood |
| "Start Over Again"           | 2018 | Dean Sherwood |
| "Medicine"                   | 2018 | Dean Sherwood |
| "Karma (acústico)"           |      |               |
| "Permission"                 |      |               |

## Turnês

### Principal
- Road To Shepherds Bush Fanfests 2018 (maio de 2018, Reino Unido)
- European Tour 2019

### Suporte
- The Vamps - Wake Up World Tour (março e abril de 2016, Reino Unido e Irlanda)
- The Tide - UK Fanfests Tour 2016 (maio e junho de 2016, Reino Unido)
- The Tide - Click My Fingers Tour (agosto e setembro de 2016, Reino Unido)
- The Tide - Put The Cuffs On Me Tour (9 de abril de 2017, Birmingham)
- The Vamps - Middle Of The Night Tour (abril-maio e setembro-outubro de 2017, todas as datas exceto Nova Zelândia)
- Sabrina Carpenter - De-Tour 2017 (julho e agosto de 2017, Estados Unidos e Canadá)
- The Vamps - Night & Day Tour 2018 (abril e maio de 2018, Reino Unido e Irlanda)
- The Vamps 2019